# 梁昌洪
梁昌洪（1943年—），男，上海人，中国电磁场与微波技术专家，曾任西北电讯工程学院教授、博士生导师。